# Conus santaluziensis
Espèce
Conus santaluziensis est une espèce de mollusques gastéropodes marins de la famille des Conidae.
Comme toutes les espèces du genre Conus, ces escargots sont prédateurs et venimeux. Ils sont capables de « piquer » les humains et doivent donc être manipulés avec précaution, voire pas du tout.

## Distribution
Cette espèce marine est présente au large de l'île de Santa Luzia, au Cap-Vert.

## Taxonomie

### Publication originale
L'espèce Conus santaluziensis a été décrite pour la première fois en 2015 par les malacologistes Cossignani et Ramiro Fiadeiro dans « Malacologia Mostra Mondiale »,.

### Synonymes
- Africonus santaluziensis T. Cossignani & Fiadeiro, 2015 · appellation alternative